# بيتر مورنيك
بيتر مورنيك (بالإنجليزية: Peter Murnik)‏ هو ممثل أمريكي، ولد في 14 ديسمبر 1965 في الولايات المتحدة.

## وصلات خارجية
- بيتر مورنيك على موقع IMDb (الإنجليزية)
- بيتر مورنيك على موقع ألو سيني (الفرنسية)
- بيتر مورنيك على موقع أول موفي (الإنجليزية)
- بيتر مورنيك على موقع قاعدة بيانات الأفلام السويدية (السويدية)
- بيتر مورنيك على موقع قاعدة بيانات الفيلم (الإنجليزية)
- بيتر مورنيك على موقع كينوبويسك (الروسية)